# Josef Hoffmann
No confundir con el pianista y pedagogo polaco Josef Hofmann
Josef Hoffmann (Brtnice (en alemán Pirnitz), Moravia, Imperio austrohúngaro, hoy República Checa, 15 de diciembre de 1870-Viena, 7 de mayo de 1956) fue un arquitecto y diseñador industrial austríaco. 

## Formación académica
Estudió arquitectura en la Academia de Artes aplicadas en Viena, donde fue discípulo de Carl Freiherr von Hasenauer y Otto Wagner, cuyas teorías de la arquitectura funcional y moderna influirían profundamente en sus trabajos arquitectónicos.

## Trayectoria laboral
Ganó el Premio de Roma en 1895 y el año siguiente se unió a la oficina de Wagner, donde colaboró con Joseph Maria Olbrich en algunos proyectos para el metropolitano. Hoffmann estableció su propia oficina en 1898 e impartió clases en la Wiener Kunstgewerbeschule de 1899 hasta 1936. Fue también uno de los miembros fundadores de la Secesión de Viena, un grupo de artistas y arquitectos revolucionarios.
En 1900, Felician Freiherr von Myrbach, director de la Kunstgewerbeschule, envió a Hoffmann a
Londres, donde entró en contacto con la escuela inglesa y conoció a Mackintosh. Fritz Wärndorfer, de vuelta a Viena después de un viaje a Inglaterra, donde a su vez conoció también a Mackintosh, financió la fundación de un taller para la producción de objetos, realizados según diseño de los artistas de la Secesión. Nacía así el Wiener Werkstätte (Talleres de Viena), para los que Hoffmann redactó los estatutos y un organigrama operativo; a ellos dedicaría, desde entonces, la mayor parte de sus energías. Estos talleres ejercieron una gran influencia en el diseño industrial del siglo XX.
En 1903, el Wiener Werkstätte se trasladó al número 32 del Neustiftgasse; los talleres, que empezaron entonces una producción a escala internacional, contaban con la colaboración de más de cien personas. 
Aunque los trabajos más tempranos de Hoffmann pertenecieron a una tangente del Secesionismo, sus trabajos posteriores introdujeron un vocabulario de cuadrículas y cuadrados regulares. La claridad funcional y la pureza abstracta de sus trabajos posteriores lo marcaron como un precursor importante del Movimiento Moderno.
Considerado un arquitecto y un diseñador sumamente individualista, el trabajo de Hoffmann combinó la sencillez de la producción hecha a mano con un ornamento estético refinado. En sus últimas obras consiguió un lenguaje personal austero. 
Murió en Viena en 1956.

## Legado
En septiembre de 2007 el correo austríaco emitió un sello postal conmemorando a Josef Hoffmann, ilustrado con un collar que él mismo diseñó en 1916, que actualmente se encuentra en el Museo de Artes Aplicadas de Viena.